# 29643 Plücker
29643 Plücker è un asteroide della fascia principale. Scoperto nel 1998, presenta un'orbita caratterizzata da un semiasse maggiore pari a 2,2393265 UA e da un'eccentricità di 0,0950988, inclinata di 3,89738° rispetto all'eclittica.